# Serradella

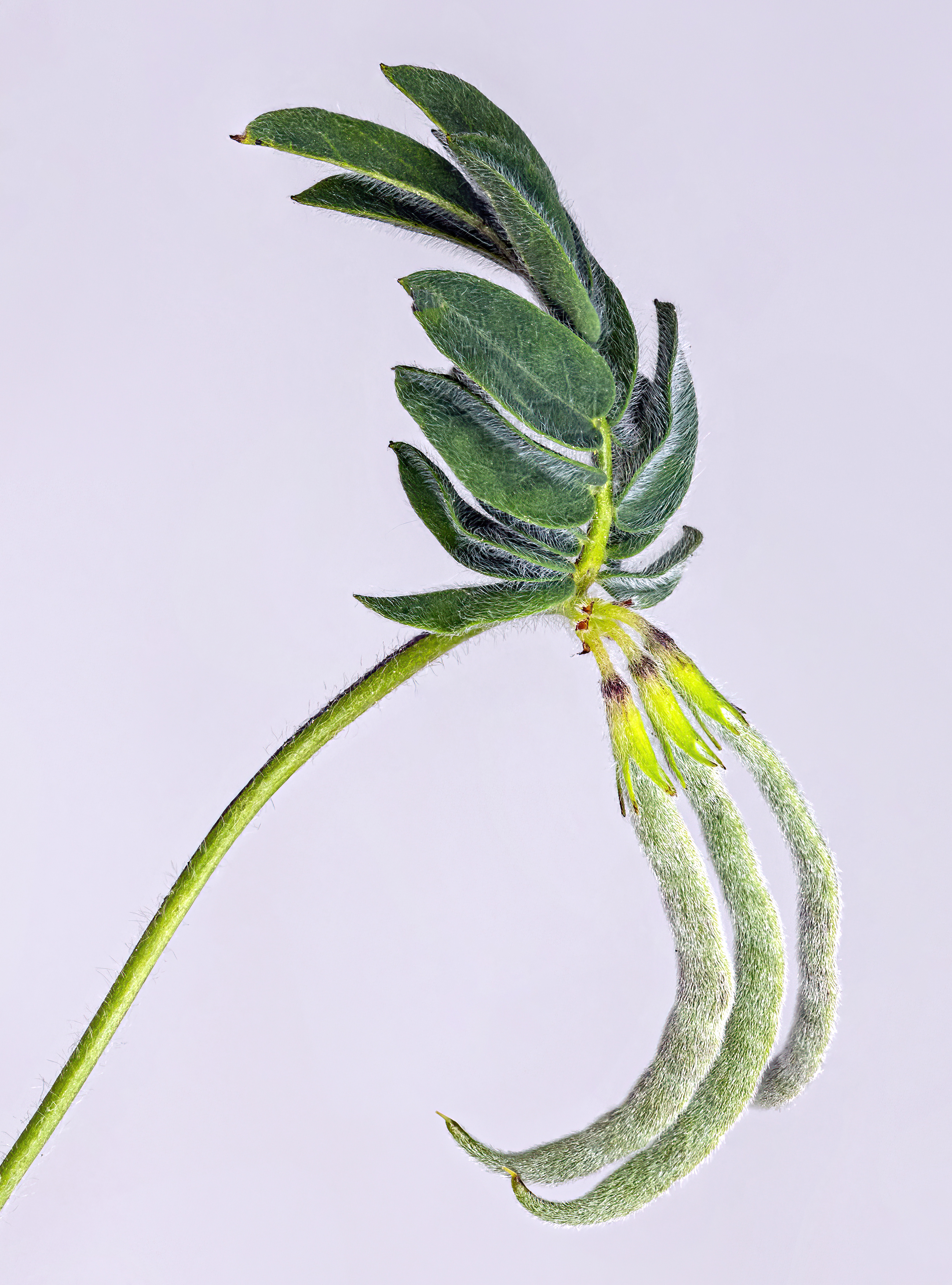
Aspecte dels fruits que van donar nom al gènere

Serradella (Ornithopus) és un gènere de plantes amb flors de la família Fabaceae.
Té unes 8 espècies que habiten els països intertropicals i temperats. A Europa el gènere és principalment atlàntic i Mediterrani.
Als Països Catalans són autòctones les espècies següents: Ornithopus pinnatus. O. compressus i O. perpusillus.

## Algunes espècies
- Ornithopus compressus - serradella groga
- Ornithopus sativus - serradella
- Ornithopus perpusillus
- Ornithopus pinnatus